# Florian Leopold Gassmann

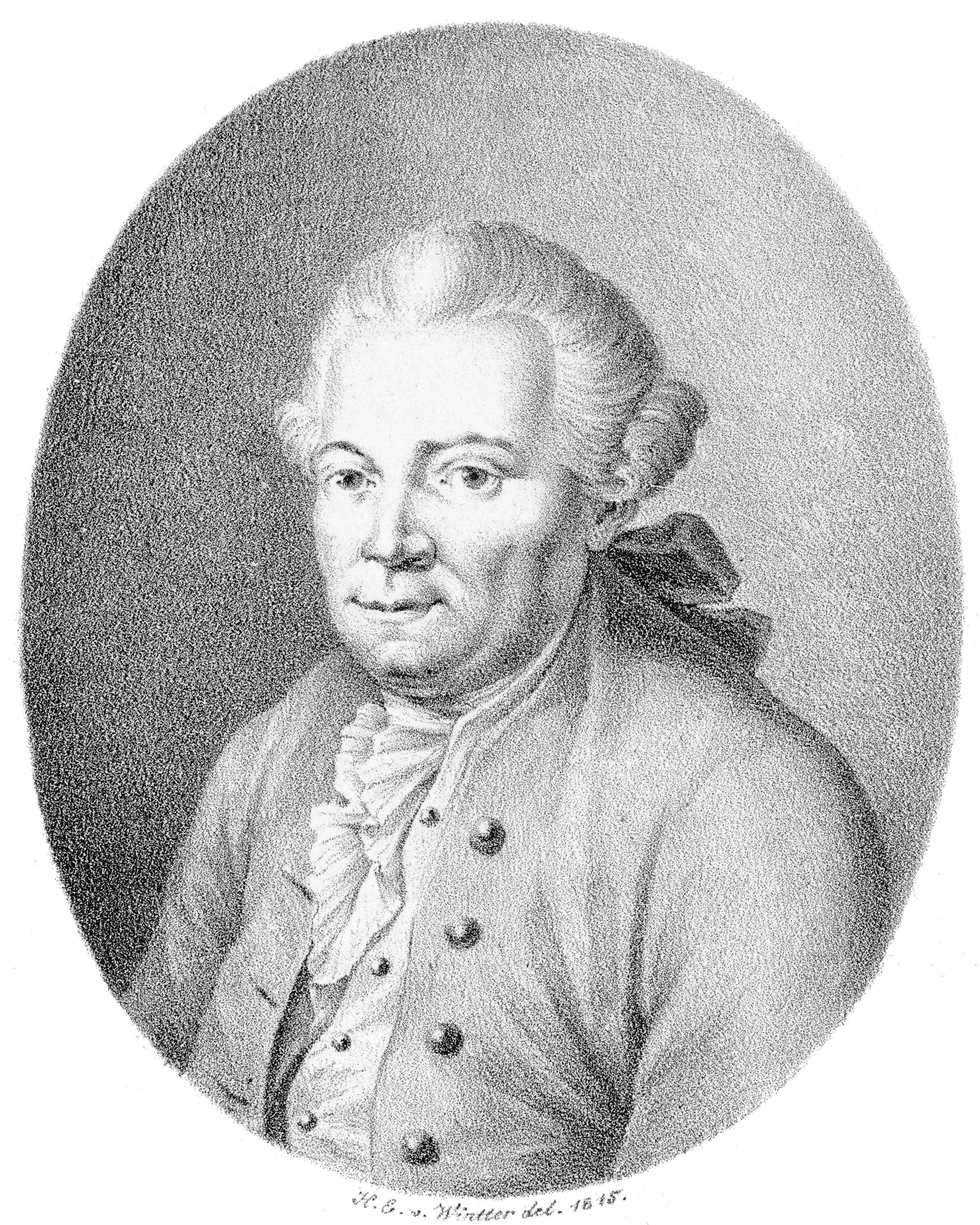
Florian Leopold Gassmann, Kupferstich von Heinrich Eduard Winter

Florian Leopold Gassmann (oder Gaßmann, * 3. Mai 1729 in Brüx; † 21. Januar 1774 in Wien) war ein österreichischer Komponist am Übergang vom Barock zur Klassik.

## Leben

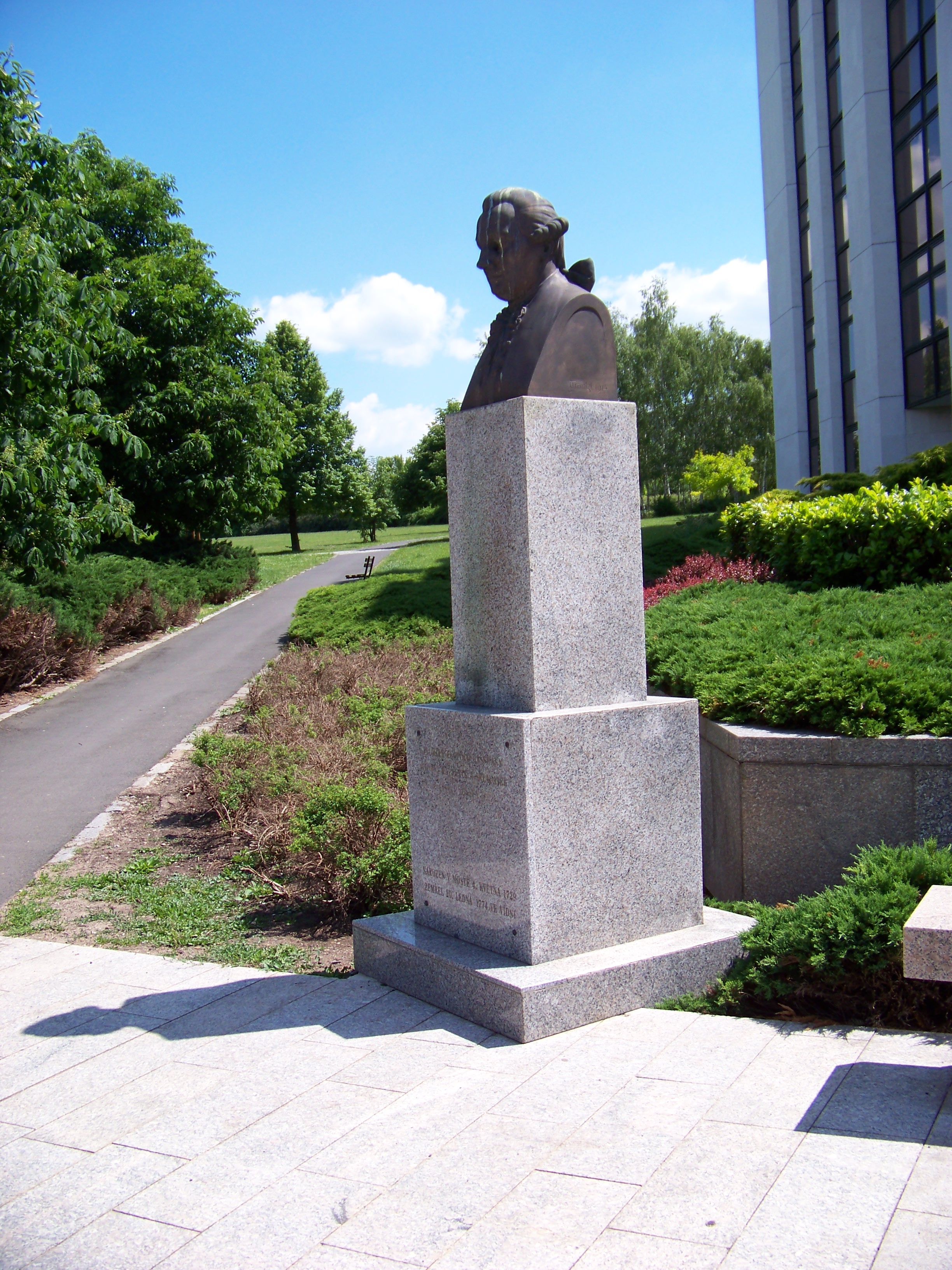
Büste von Florian Leopold Gassmann am neuen Stadttheater in Brüx

Gassmann war Sohn des Goldschmieds Johann Heinrich Gassmann und seiner Ehefrau Eva Rosina Gassmann. Wegen seiner hohen Begabung erhielt er schon in früher Jugend durch den Brüxer Chorregenten Johann Woborschil Unterricht in Gesang, Violine und Harfe. Möglicherweise besuchte er auch das Jesuitenseminar in Komotau. Weil Gassmanns Vater gegen eine musikalische Karriere war und seinen Sohn als Gewürzhändler sehen wollte, floh der Dreizehnjährige nach Karlsbad, wo er sich den Lebensunterhalt als Harfespieler verdiente. Das Angebot des Mainzer Kurfürsten Philipp Karl von Eltz-Kempenich, Hofmusiker zu werden, lehnte Gassmann ab. Er verließ um 1742 Karlsbad und reiste nach Venedig. Ein Priester vermittelte den Kontakt nach Bologna zu Giovanni Battista Martini. Hier studierte Gassmann an Martinis Liceo Musicale di Bologna.
Nach dem zweijährigen Studium bei Martini wurde Gassmann in Venedig Organist in einem Nonnenkloster und er fand Förderung durch den Grafen Leonardo Veneri, der ihn in seinem Haus aufnahm. 1757 komponierte Gassmann zum Karneval für das venezianische Teatro San Moisè seine erste Oper Merope. Fortan schrieb er bis 1762 jedes Jahr eine Oper zur Karnevalssaison in Venedig. Von 1757 bis 1762 war er zudem Chorleiter am Ospedale degl’Incurabili in Venedig. 1763 avancierte Gassmann in Wien zum Nachfolger von Christoph Willibald Gluck und Komponisten für Ballette. Am Wiener Hof war ihm Joseph II. äußerst freundschaftlich gewogen. Gassmann wurde 1764 Kammerkomponist des Kaisers und im März 1772 Hofkapellmeister.
1766 traf Gassmann in Venedig auf den jungen Antonio Salieri, den er einlud, mit nach Wien zu kommen, und den er dort – basierend auf dem Lehrbuch Gradus ad Parnassum von Johann Joseph Fux – in Komposition unterrichtete. 1768 heirateten Florian Leopold Gassmann und Barbara Damm. Der Ehe entstammten die Kinder Franz Michael (1769–1770), Anna Barbara (1772–1858) und Therese (1774–1837). Beide Töchter bildete Antonio Salieri zu Sängerinnen aus. Die jüngere Tochter konnte sich unter dem Namen Therese Rosenbaum als Mozart-Interpretin bekannt machen.
Gassmann war 1771 ein Initiator zur Gründung der Tonkünstler-Sozietät, die Musikveranstaltungen für die Öffentlichkeit in Wien organisieren sollte. Das von ihm komponierte und am 19. März 1772 uraufgeführte Oratorium La Betulia liberata war die erste Aufführung der Sozietät, deren Aufgabe es insbesondere war, sich um Witwen und Waisen verstorbener Mitglieder zu kümmern.
1774 starb Gassmann an den Spätfolgen eines Unfalls, den er auf seiner letzten Italienreise erlitten hatte. Er wurde auf dem Montserrater Friedhof auf dem Alsergrund bestattet. Nach seinem Tod wurde Salieri Kammerkomponist des Kaisers Joseph II. und Kapellmeister der italienischen Oper. Das Hofkapellmeisteramt übernahm der italienische Komponist Giuseppe Bonno.

## Würdigung
1906 wurde im Wiener Gemeindebezirk Hietzing eine Straße nach Gassmann benannt. In Brüx gibt es ebenfalls eine Gassmann-Straße.

## Werkverzeichnis

### Opern
- Merope, dramma per musica; Libretto: Apostolo Zeno; UA: Venedig, 1757; verschollen
- Issipile, dramma per musica; Libretto: Pietro Metastasio; UA: Venedig, 1758
- Gli uccellatori, dramma giocoso; Libretto: Carlo Goldoni; UA: Venedig, 1759 (Neuproduktion Wiener Kammeroper unter Stefan Gottfried, 2015)
- Filosofia, ed amore, dramma giocoso; Libretto: Carlo Goldoni; UA: Venedig, 27. Januar 1760; verschollen
- Ezio, dramma per musica; Libretto: Pietro Metastasio; UA: Florenz, 18. Januar 1761; auch in Rom 1770
- Catone in Utica, dramma per musica; Libretto: Pietro Metastasio; UA: Venedig, 29. April 1761; verschollen
- Un pazzo ne fà cento, dramma giocoso; UA: Venedig, Herbst 1762
- L’olimpiade, dramma per musica; Libretto: Pietro Metastasio; UA: Wien, 18. Oktober 1764
- Il trionfo d’Amore, azione teatrale; Libretto: Pietro Metastasio; UA: Wien, 25. Januar 1765
- Achille in Sciro, dramma per musica; Libretto: Pietro Metastasio; UA: Venedig, Himmelfahrt 1766
- Il viaggatore ridicolo, dramma giocoso; Libretto: Carlo Goldoni; UA: Wien, 25. Mai 1766
- L’amore artigiano, dramma giocoso per musica; Libretto: Carlo Goldoni; UA: Wien, 26. April 1767; auch in vielen anderen Städten aufgeführt
- Amore, e Psiche, opera; Libretto: Marco Coltellini; UA: Wien, 5. Oktober 1767
- La notte critica, dramma giocoso per musica; Libretto: Carlo Goldoni; UA: Wien, 5. Januar 1768
- L’opera seria, commedia per musica; Libretto: Ranieri de’ Calzabigi; UA: Wien, 1769; in neuerer Zeit: 1994 von der Staatsoper Berlin im Hebbeltheater und in Schwetzingen, 2012 in Hannover und 2016 im Brüsseler Opernhaus La Monnaie/De Munt unter René Jacobs.
- La contessina, dramma giocoso per musica; Libretto: Marco Coltellini nach Carlo Goldoni; UA: Mährisch-Neustadt, 3. September 1770; in neuerer Zeit: 1971 von der Neuburger Kammeroper und 2005 von der Sommeroper Schärding
- Don Quischott von Mancia, commedia (nur dritter Akt); Libretto: Giovanni Battista Lorenzi; UA: Wien, 1771; die ersten beiden Akte stammen von Giovanni Paisiello
- Il filosofo innamorato, dramma giocoso; Libretto: Marco Coltellini nach Carlo Goldoni; UA: Wien, 1771
- I Rovinati, commedia per musica; Libretto: Giovanni Antonio Gastone Boccherini; UA: Wien, 23. Januar 1771
- Le pescatrici, dramma giocoso per musica; Libretto: Carlo Goldoni; UA: Wien 1771
- Gli amanti timidi, dramma per musica; Libretto: Carlo Goldoni; UA: Barcelona, 25. Mai 1772
- La casa di campagna, dramma giocoso; Libretto: Giovanni Antonio Gastone Boccherini; UA: Wien, Februar 1773
- Arcifanfano, rè di matti, verschollen
- L’isle sonnante, nur als Klavierauszug erhalten; zweifelhaft

### Einlagearien und -ensembles
- Arie (Pierotto) zu Galuppis Il villano geloso (Erster Akt)
- Duett (Cavalier, Grifagno) zu Galuppis Il villano geloso (Erster Akt)
- Arie (Giannina) zu Galuppis Il villano geloso (Erster Akt)
- Arie (Giannina) zu Galuppis Il villano geloso (Zweiter Akt)
- Duett (Isabella, Pierotto) zu Galuppis Il villano geloso (Dritter Akt)
- Finale zu Galuppis Il villano geloso (Dritter Akt)
- Arien zu Piccinnis Le finte gemelle
- Finale zu Anfossis Lo sposo di tre, marito di nessuna (Dritter Akt)
- Arien zu Paisiellos Don Chisciotte della Mancia (1771)
- Ouvertüre, Chöre, Duette und Ballette zu Sacchinis L'isola d'amore (1769)

### Kantaten
- Amore, e Venere (1768)
- L'amor timido

### Oratorium
- La Betulia liberata (1772)

### Kirchenmusik
- fünf Messen
- eine Vesper
- achtzehn Propriumsstücke
- drei Hymnen
- zwei Antiphonen
- Requiem c-moll (1774) (Fragment)

### Instrumentalmusik (Auswahl)
1976 veröffentlichte der US-amerikanische Musikwissenschaftler und Musikbiograf Robert G. Hill eine Auflistung von Gassmanns Instrumentalwerk, unter dem Titel A Thematic Catalog of the Instrumental Music of Florian Leopold Gassmann.
- ca. fünfzig Sinfonien
- Divertimenti für verschiedene Besetzungen
- 10 Quintette mit Blasinstrument
- 37 Streichquartette
- 26 Fugen für Streichquartett
- 37 Streichtrios
- 12 Fugen für Streichertrio
- 7 Duos für Streicher
- zwei Trios für Flöte, Violine und Viola

## Einspielungen
- Die junge Gräfin/La contessina. Opera buffa in drei Akten nach Carlo Goldoni u. a. (Mitwirkende: J. Pichler, E. Mayer, K. Köller, B. Eisschiel, S. Ganglberger, H. Diller); Collegium Praga Aurea, Dir.: H. Dechant; Bayer-Records, P 1995.
- Gli uccellatori (Die Vogelfänger). Oper in drei Akten. Libretto von Carlo Goldoni. (Mitwirkende: Bryndís Guðjónsdóttir, Massimo Frigato, Justina Vaitkute, Elia Colombotto); Orchestra ICO della Magna Grecia, Dirigent: Enrico Pagano. Dynamics 2025. (2 CDs)